# Вербное воскресенье: автобиографический коллаж
«Вербное воскресенье» (англ. Palm Sunday) — сборник рассказов, выступлений, эссе, писем и других ранее неопубликованных работ Курта Воннегута, изданный в 1981 году.
Содержание:
- Вступление
- Первая поправка
  - Дорогой мистер Маккарти (Dear Mr. McCarthy, письмо)
  - Немыслимый абсурд (Un-American Nonsense, статья для «Нью-Йорк таймс»)
  - Закон Божий (God’s Law, речь)
  - Дорогой Феликс (Dear Felix, письмо Ф. Ф. Кузнецову о травле в СССР альманаха «Метрополь»)
- Корни
  - Доклад о предках Курта Воннегута-мл., сочинённый старинным другом его семьи (An Account of the Ancestry of Kurt Vonnegut, Jr, by an Ancient Friend of His Family, академический труд авторства Джона Рауха, John G. Raunch)
- Как я потерял невинность
  - Что мне нравилось в Корнелле (What I Liked About Cornell, речь)
  - Как я потерял невинность (When I Lost My Innocence, эссе)
  - Мне стыдно (I Am Embarrassed, речь)
- Отстой
  - О литературном стиле (How to Write with Style, эссе)
- Автоинтервью
  - Интервью с самим собой (Self-interview from The Paris Review)
- Знакомцы
  - Кому в Америке жить хорошо (Who in America is Truly Happy?, статья)
  - Что-то случилось (Something Happened, рецензия для «Нью-Йорк таймс» на одноимённый роман Джозефа Хеллера)
  - Рокки Грациано американских писателей (The Rocky Graziano of American Letters, речь об Ирвине Шоу)
  - Лучшее от Боба и Рэя (The Best of Bob and Ray, предисловие к сборнику Боба Эллиота и Рэя Гулдинга)
  - Джеймс Т. Фаррелл (James T. Farrell, похоронная речь)
- Друзья детства
  - Лавина Лайон (Lavina Lyon, похоронная речь)
  - Выпуск 1957-го (The Class of '57, песня Дона Рида и Гарольда Рида из Statler Brothers)
  - Макаронная фабрика (The Noodle Factory, речь)
- Марк Твен
  - Марк Твен (Mark Twain, речь)
- Письменные шутки
  - Как устроены шутки (How Jokes Work, напутствие выпускникам)
- Стыд
- Религия
  - Не надо скорбеть (Do Not Mourn!, речь, написанная прадедом Курта Воннегута)
  - Размышления атеиста (Thoughts of a Free Thinker, напутствие выпускникам)
  - Уильям Эллери Ченнинг (William Ellery Channing, речь)
- Непристойность
  - Большая космическая ебля (The Big Space Fuck, рассказ)
- Дети
  - Страх и ненависть в Морристауне, Нью-Джерси (Fear and Loathing in Morristown, N J, речь)
  - Дорогой мистер Х. (Dear Mr X, письмо Нанетт Воннегут)
- Непонятый Джонатан Свифт
  - Джонатан Свифт (Jonathan Swift, забракованное предисловие к «Путешествиям Гулливера»)
- Джекилл и Хайд на новый лад
  - Профессор химии (The Chemistry Professor, музыкальная комедия)
- Поклонник нацистов, оправданный в убыток
  - Луи-Фердинанд Селин (Louis-Ferdinand Céline, предисловие)
- Нацистский город, оплаканный с прибылью
  - Снова о Дрездене (Dresden Revisited, предисловие к переизданию «Бойни…»)
- Сексуальная революция
  - Цветы на стене (Flowers on the Wall, песня Лью Девитта из Statler Brothers)
- В столице мира
  - Вербное воскресенье (Palm Sunday, проповедь)

## Оценки
В 18 главе, «Сексуальная революция», Воннегут даёт оценки своим собственным работам. Он указывает, что его оценки «не связаны с моим местом в истории литературы», и он «сравнивает себя с собой же». Самым большим своим вкладом в культуру он называет свою магистерскую диссертацию по антропологии, отвергнутую Чикагским университетом.
- Механическое пианино: 4
- Сирены Титана: 5
- Мать Тьма: 5
- Колыбель для кошки: 5+
- Дай вам Бог здоровья, мистер Розуотер: 5
- Бойня номер пять, или Крестовый поход детей: 5+
- Добро пожаловать в обезьянник: 4−
- С днём рождения, Ванда Джун: 4[2]
- Завтрак для чемпионов: 3
- Вампитеры, Фома и гранфаллоны: 3
- Фокус-покус: 4[2]
- Рецидивист: 5
- Вербное воскресенье: 3